# Güeros
Pour plus de détails, voir Fiche technique et Distribution.
Güeros est un road movie mexicain coécrit et réalisé par Alonso Ruizpalacios, sorti en 2014.

## Fiche technique
- Titre français :
- Titre original : Güeros
- Titre québécois :
- Réalisation : Alonso Ruizpalacios
- Scénario : Gibrán Portela et Alonso Ruizpalacios
- Direction artistique : Sandra Cabriada
- Décors :
- Costumes : Ingrid Sac
- Photographie : Damian Garcia
- Son : Zulu Gonzalez
- Montage : Yibran Assaud et Ana García
- Musique : Tomás Barreiro
- Production : Ramiro Ruiz
- Société(s) de production : Catatonia Films et Conaculta
- Société(s) de distribution :
- Budget :
- Pays d’origine :  Mexique
- Langue : Espagnol
- Format : Noir et blanc - 35mm - 2.35:1 - Son Dolby numérique
- Genre : Road movie
- Durée : 106 minutes
- Dates de sortie :
  -  Allemagne : 7 février 2014 (Berlinale 2014)

## Distribution
- Tenoch Huerta : Sombra
- Sebastián Aguirre : Tomás
- Ilse Salas : Ana
- Leonardo Ortizgris : Santos
- Raúl Briones : Furia

## Distinctions

### Récompenses
- AFI Fest 2014 : New Auteurs Audience Award
- Festival international du film de Berlin 2014 : meilleur premier film
- Festival du film de Tribeca 2014 :
  - Mention spéciale de l'Emerging Competition pour Alonso Ruizpalacios
  - Meilleure photographie pour Damian García